# Kossau
De Kossau is een riviertje in het district Plön in de Duitse deelstaat Sleeswijk-Holstein.
Het ontstaat als afvoer van de Rixdorfer Teich bij Gut Rixdorf, stroomt door de Tresdorfer See, voorbij Lütjenburg, en mondt uit in de Grote Binnensee.
Het volgt een meanderende loop over ongeveer 25 kilometer, met veel vochtige weiden langs de oevers.
Het dal van de Kossau is beschermd natuurgebied.
- Virtual International Authority File: 248238533